# Franco Zurlo
Franco Zurlo (Brindisi, 4 ottobre 1940 – Brindisi, 17 giugno 2018) è stato un pugile italiano, due volte campione nazionale e due volte campione europeo dei pesi gallo.

## Biografia

### Carriera da dilettante
Nel giro della nazionale azzurra già molto presto, fu eliminato da Primo Zamparini (che, poi vinse la medaglia d'argento) alle selezioni per partecipare alla Olimpiadi di Roma del 1960. Successivamente è stato tre volte campione italiano, nei pesi gallo, nel 1962 a Modena, nel 1963 a Pesaro e nel 1964 a Roma. 
Fu inoltre medaglia d'oro ai campionati mondiali militari di Lussemburgo del 1962, di Francoforte del 1963 e ai Giochi del Mediterraneo, svoltisi a Napoli nello stesso anno.
Partecipò alle Olimpiadi di Tokyo del 1964, perdendo al secondo turno da Oleg Grigor'ev, già vincitore della medaglia d'oro su Zamparini, quattro anni prima.
Ha concluso la carriera dilettantistica con 30 vittorie e 6 sconfitte su 36 match disputati.

### Carriera da professionista
Ha debuttato nei professionisti nel gennaio 1965. Nel dicembre 1966, ancora imbattuto dopo 12 incontri, fu designato per contendere il titolo italiano vacante della categoria al più esperto Tommaso Galli, già campione italiano ed europeo. Zurlo lo sconfisse brillantemente ai punti in 12 riprese, sul ring di Latina, con una tattica aggressiva che mise in difficoltà il detentore.
Difese la cintura due volte contro lo spezzino Antonio Sassarini, poi sfidò il campione europeo Salvatore Burruni, già campione del mondo dei pesi mosca. Il 31 luglio 1968, a San Benedetto del Tronto, l'anziano campione gli dette una severa lezione di tecnica pugilistica, facendogli conoscere per la prima volta la sconfitta, ai punti in 15 riprese.
Zurlo continuò a difendere il titolo italiano, superando Carmelo Massa, per squalifica alla sesta ripresa (Campobasso, 4 dicembre 1968) e pareggiando in casa del bolognese Enzo Farinelli, l'8 marzo 1969.
Il 17 dicembre 1969 conquistò la cintura europea dei pesi gallo, vacante per il ritiro di Burruni dal pugilato, sul ring di Taurianova. Sconfisse ai punti in 15 riprese l'ostico ispano-marocchino Mimoun Ben Ali, già campione continentale ed antico avversario di Galli e di Burruni. Dopo tale sconfitta, anche lo spagnolo si ritirò dal pugilato.
L’anno seguente difese la corona continentale con successo tre volte contro lo spagnolo Francisco Martinez Sancho, lo scozzese John McCluskey ed incontrando nuovamente Enzo Farinelli. Nel febbraio 1971, a Londra, dovette cedere la corona al britannico Alan Rudkin.  
Nel gennaio 1973 fu designato per combattere una vittoriosa semifinale per il titolo europeo contro il francese Guy Caudron. Tre mesi dopo, tuttavia, perse a Londra da Johnny Clark, l'incontro valido per la cintura. 
Il brindisino si riprese allora il titolo italiano, da lui abbandonato dopo aver conquistato la cintura continentale, battendo il bresciano Ambrogio Mariani, il 14 marzo 1975 a Milano. Lo difese a Latina contro il concittadino Teodoro Corallo nel luglio dell’anno appresso, sconfiggendolo per Kot alla decima ripresa.
Nel febbraio 1977 sfidò il calabrese Salvatore Fabrizio che, nel frattempo era diventato campione europeo. Vinse facilmente ai punti, sul ring di Fasano. Mantenne la cintura europea per altre cinque difese. Batté prima del limite il francese Jascky Bihin e il nordirlandese Paddy MacGuire; pareggiò con lo spagnolo Esteban Eguia e l’italiano Alfredo Mulas, e poi sconfisse il campano Franco Buglione, per abbandono all'undicesima ripresa. 
Nel settembre 1978, a Vigo, fu sconfitto ai punti dallo spagnolo Juan Francisco Rodriguez e fu costretto a consegnargli la cintura europea. Dopo una sconfitta con Buglione e una vittoria con il brasiliano Josia Malquides Da Silva, nell’aprile 1980, a 39 anni Franco Zurlo appese definitivamente i guantoni al chiodo.
Durante la sua lunga carriera, ha disputato 50 incontri, di cui 39 vinti  (15 prima del limite), 6 persi (2 prima del limite), 5 pari.